# Аравелла Сімотас
Аравелла Сімотас (грец. Αραβέλλα Σιμωτά, англ. Aravella Simotas; нар. 9 жовтня 1978, Південна Родезія, Південна Африка) — американська політична діячка, демократка грецького походження, членкиня Асамблеї штату Нью-Йорк від 36-го виборчого округу (з 2011 року) протягом двох термінів поспіль. Перша жінка, обрана в нижню палату Легіслатури штату Нью-Йорк від 36-го округу, а також одна з двох перших американок грецького походження, що стала членкинею уряду міста Нью-Йорк (разом з Ніколь Малліотакіс).

## Біографія
Народилася 9 жовтня 1978 року в Південній Родезії (Південна Африка) в сім'ї греків, які іммігрували в США з Греції, оселившись в Асторії (Куїнс, Нью-Йорк), коли Аравелла була 6-місячним немовлям. Має брата.
Закінчила державну початкову школу № 17 в Нью-Йорку, неповну середню школу № 126 і державну середню школу імені Вільяма К. Брайанта.
У 1999 році закінчила Фордгемський університет зі ступенем бакалавра гуманітарних наук (B.A.) «з найбільшою пошаною».
У 2002 році закінчила Фордгемську школу права, отримавши ступінь доктора права (J.D.). У роки навчання була відповідальною редакторкою факультетського юридичного журналу «Fordham Environmental Law». Вперше Сімотас була відзначена модератором панельної дискусії з питання установки електричних генераторів в місті Нью-Йорк відповідно до його енергетичного права.
Почала свою кар'єру на державній службі окружною представницею спікера міської ради Нью-Йорка Пітера Валлон-старшого і (пізніше) члена міської ради Нью-Йорка Пітера Валлон-молодшого. Ще будучи студенткою в Фордгемській школі права, також працювала в департаменті уряду штату Нью-Йорк з питань охорони довкілля, де у неї проявився інтерес до природоохоронної адвокатури.
Після закінчення університету працювала судовою діловодкою в федеральному суді США з питань міжнародної торгівлі. Пізніше займалася адвокатською практикою, працюючи в юридичній фірмі «Bickel & Brewer».
Була членкинею ради з планування № 1 співтовариства округу Куїнс і громадянської асоціації єдиної спільноти.
З 2017 року — голова комісії з розгляду адміністративних положень (англ. Administrative Regulations Review Commission).
У 2014 році Сімотас була призначена головою цільової групи у справах жінок Асамблеї штату Нью-Йорк, яка працює в тісній співпраці з комітетами, підкомітетами і іншими цільовими групами Асамблеї по ряду питань, що мають прямий вплив на життя жінок Нью-Йорка.
Закон Сімотас, що стосується теми зґвалтування, вперше запропонований в 2012 році, отримав увагу на державному рівні. Згідно із законопроєктом, прийнятим Асамблеєю в 2013 році, розширилось тлумачення поняття «зґвалтування» в Нью-Йорку, виключаючи зайві відмінності в його чинному юридичному визначенні.
У березні кожного року Сімотас і членкиня Палати представників США Керолін Мелоні вручають нагороди трьом видатним жінкам на заході під назвою «Celebrating the Women of Western Queens». Лауреатками премії стають місцеві лідерки в таких областях як державна служба, організація діяльності громад, освіта, громадська охорону здоров'я, філантропія і мале підприємництво.
У січні 2014 Асамблея схвалила запропонований Сімотас законопроєкт про захист споживачів комунальних послуг газо- і електропостачання.
Протягом обох термінів Сімотас співпрацювала з місцевими організаціями, школами та підприємцями по просуванню проєктів, в основі яких лежить зелений (екологічно чистий і безпечний) розвиток і стійкість довкілля, на всій території західного Куїнса.
Сімотас є борчинею за права ЛГБТ-людей. Крім іншого, особисто бере участь в щорічному прайд-параді в Квінсі. У червні 2011 року вона проголосувала за прийняття Закону про рівність шлюбу (юридичне визнання одностатевих шлюбів) штату Нью-Йорк. Користується підтримкою окремих гей-активістів, деякі з яких брали добровільну участь в її передвиборчих кампаніях.
Підтримує права виборців, домагаючись виділення додаткових ділянок для голосування і збільшення числа достроково голосуючих громадян.
У жовтні 2012 року переконала ряд посадових осіб Нью-Йорка, в тому числі громадського адвоката міста Білла Білл де Блазіо і керівника окружного рівня Косту Константінідіс, а також деякі ліберальні групи, висловити публічний протест по відношенню до представників виступаючої проти нелегальної імміграції політичної партії «Золотий світанок» (Греція), яка організували зустріч у Куїнсі. Сімотас виступила із заявою про те, що антиіммігрантський посил не вітається в її громаді, висловивши своє обурення з цього приводу і пославшись на те, що вона сама є іммігранткою.

## Особисте життя
Одружена з Джоном Кацаносом, має дочку (2012). Сім'я проживає в Асторії.
Володіє грецькою мовою.